# Лоріна Камбурова
Лоріна Камбурова (англ. Lorina Kamburova; нар.. 25 жовтня 1991, м. Варна, Болгарія — 27 травня 2021) — болгарська актриса та співачка, відома за ролями в американських фільмах. Вокалістка групи Ross'N Lorina.

## Біографія
Лоріна Камбурова народилася в 1991 році у Варні, Болгарія. У 2014 році закінчила Національну академію театрального та кіномистецтва в Софії. У тому ж році вона, спільно з актором Росеном Пенчєвим, з яким познайомилася на знімальному майданчику, заснувала музичну групу-дует Ross'N Lorina.
Акторська кар'єра Лоріни Камбурової почалася з серіалу «Зв'язки», в якому вона грала з 2015 по 2016 роки. Потім знімалася в американських фільмах жахів «Нічний світ», «Техаська різанина бензопилою: Шкіряне обличчя» і «День мерців: Зла кров».
У 2018 стало відомо, що актриса зіграє у фільмі режисера Тоні Джильо «Doom: Анігіляція». 6 червня 2021 року о 12:30 (болгарський часовий пояс) у варнянській церкві Святого Миколая Чудотворця відбулося поклоніння її останкам, покладеним у білу труну. Того ж дня її поховали у рідному місті.

## Фільмографія
| Рік         |   | Українська назва                              | Оригінальна назва          | Роль           |
| ----------- | - | --------------------------------------------- | -------------------------- | -------------- |
| 2015 — 2016 | с | Зв'язки                                       | Liaisons                   | Лія            |
| 2017        | ф | Нічний світ                                   | Nightworld                 | Зара           |
| 2017        | ф | Техаська різанина бензопилою: Шкіряне обличчя | Leatherface                | Бетті Гартман  |
| 2018        | ф | День мерців: Родовід                          | Day of the Dead: Bloodline | Еббі           |
| 2018        | ф | Смертельні перегони 4                         | Death Race: Beyond Anarchy | нацистка       |
| 2019        | ф | Doom: Анігіляція                              | Doom: Annihilation         | Сенді Петерсон |

| 2020 | Любов і монстри | Любовь и монстры | поліцейська Бояна